# Seznam slonokoščenskih generalov
Seznam generalov Slonokoščene obale.

## B
- Denis Bombet

## D
- Mathias Doue

## G
- Robert Guei

## P
- Lanssana Palenfo